# Frente de Salvación Nacional (Egipto)

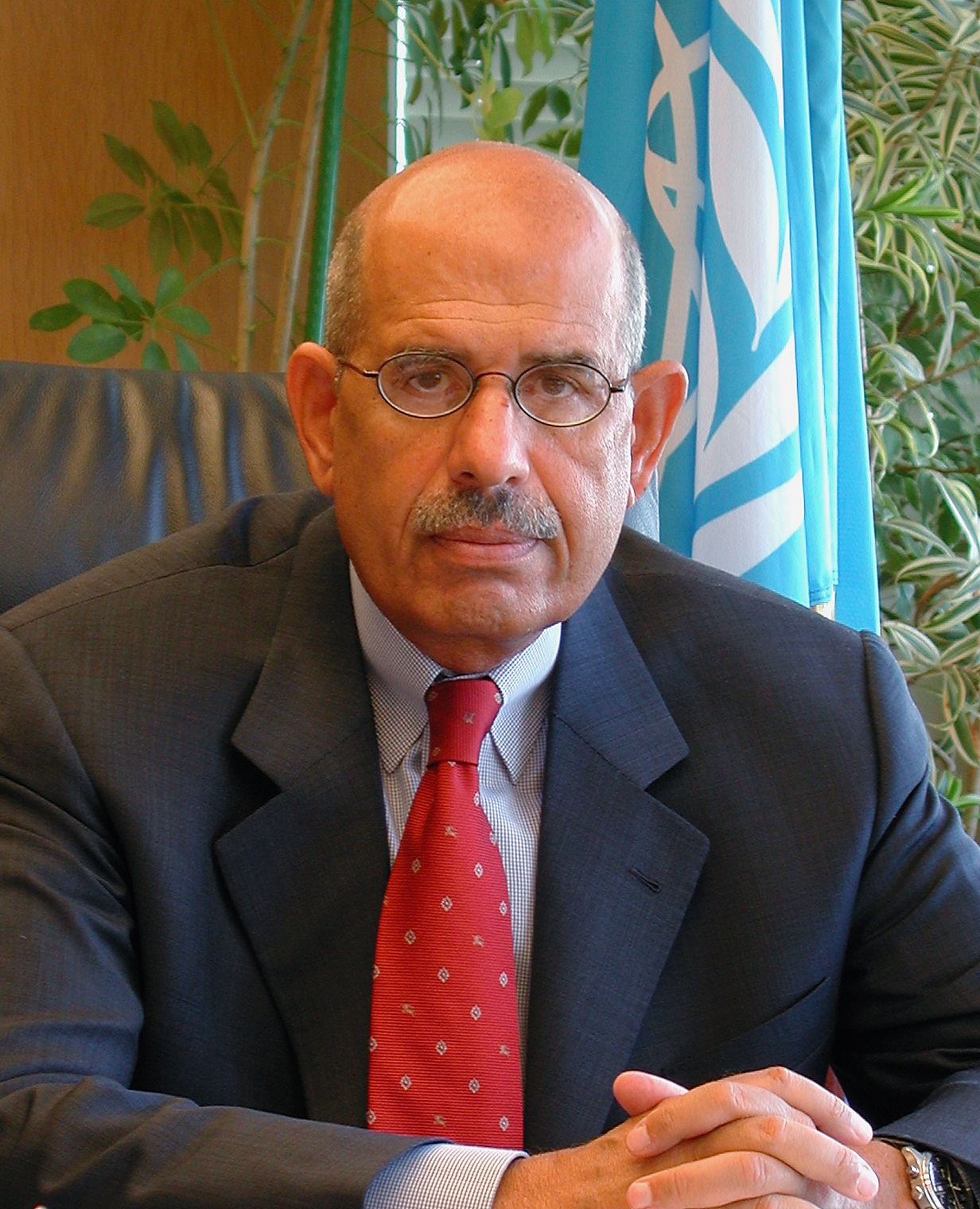
Mohamed ElBaradei - 2009

El Frente de Salvación Nacional es la mayor coalición de partidos políticos de Egipto, formada a raíz de las protestas en Egipto de 2012 para intentar derrotar al entonces presidente Mohamed Morsi, objetivo que cumplió tras el golpe de Estado de 2013. Estuvo presidida por el premio Nobel de la Paz Mohamed el-Baradei e integra a más de 35 partidos políticos.